# Herschel Evans
Herschel Evans (Denton (Texas), 9 maart 1909 – New York, 9 februari 1939) was een Amerikaanse jazzsaxofonist van de swing.

## Biografie
Herschel Evans was weliswaar geboren in Texas, maar groeide echter overwegend op in de regio van Kansas City (Missouri), waar zijn neef, trombonist en gitarist Eddie Durham werkte. Deze haalde hem over om te wisselen van de alt- naar de tenorsaxofoon. Evans verwierf zijn eerste faam in de jamsessies in het Jazz District tussen de 12th en 18th Street van Kansas City. Tijdens de jaren 1920 keerde hij tijdelijk terug naar Texas en speelde hij in 1928/1929 in het Troy Floyd Orchestra in San Antonio (Texas). Bij deze band bleef hij tot 1932. In 1934 speelde hij bij Coleman Hawkins. Hij trad een poos op in Los Angeles met Lionel Hampton en Buck Clayton.
Midden jaren 1930 keerde hij terug naar Kansas City. Van 1936 tot aan zijn dood speelde hij in het Count Basie Orchestra. Tijdens deze jaren bereikte Evans carrière zijn hoogtepunt. Hij leverde muzikale duels met zijn band- en tenorcollega Lester Young, die jazzklassiekers werden. One O'Clock Jump toont de in contrast staande stijlen van Evans en Young. Zijn impulsieve, door Coleman Hawkins beïnvloede speelwijze stond in tegenstelling tot het eerder berustend spel van Lester Young. Na de vormgeving van de typische Hawkins-stijl met korte en eenvoudige structuren, die met grote intensiteit en gevoel werden geblazen, werd Herschel Evans van grote betekenis voor latere tenoristen als Don Byas, Buddy Tate (die hem verving bij Basie), Illinois Jacquet en Arnett Cobb.
Evans arrangeerde Count Basies Texas Shuffle en Doggin' Around (1938) en is als klarinettist te horen in Jumpin' at the Woodside (1938). Een van zijn beste soli bevinden zich in Basies The Glory Of Love, One O' Clock Jump, John's Idea, Smarty (1937), Gerorgianna, Send For You Yesterday, Swinging The Blues, Doggin' Around, Texas Shuffle en Blue And Sentimental (1938). Daarbij komen Lionel Hamptons Shoe Shiner's Drag en Muskret Ramble en Harry James' One A Clock Jump en Life Goes To A Party (1938). Bovendien zijn er opnamen met Troy Floyd (1929), Mildred Bailey en Teddy Wilson.

## Overlijden
Herschel Evans overleed in februari 1939 op 29-jarige leeftijd.

## Discografie
als sideman bij
- Hot Lips Page: Pagin' Mr. Page: His Greatest Recordings 1932–1946 (ASV)
- Richard M. Jones: 1927–1944 (Classics)
- Count Basie: The Original American Decca Recordings (MCA GRP 36112) 1937–1939
- Lester Young: Lester Amadeus (Phontastic, 1936–1938)
- Count Basie: 1936–1938; 1938–1939 (Classics)
- Teddy Wilson: 1938 (Classics)
- Harry James: 1937–1939 (Classics)
- Lionel Hampton: 1938–1939 (Classics)
- Billie Holiday: The Quintessential (Columbia Records, 1938)